# Tournage (audiovisuel)
Pour les articles homonymes, voir Tournage.
 (avril 2021).
Le tournage est l'étape de réalisation au cours de laquelle sont enregistrées les différentes prises de vues et prises de sons destinées, après les finitions, aux montages d'image, son et mixage, à constituer l'ouvrage désigné par le mot film. Le tournage est « le passage à l'acte cinématographique », le moment où sont tournés les plans (« pour simplifier, le plan est le jeu de scène filmé entre les deux mots magiques du tournage, Action ! et Coupez ! »).

## Origine du mot

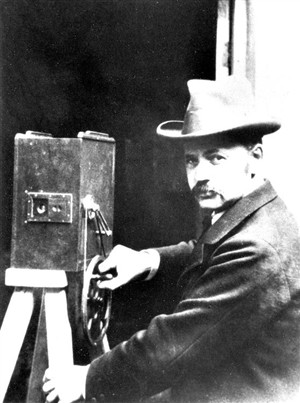
Le réalisateur anglais James Williamson tournant la manivelle de sa caméra Williamson (1900).

Tournage, tourner un film… En 1913, Guillaume Vase, ingénieur électricien, auteur de nombreux textes de vulgarisation sur les techniques nouvelles, écrit un Traité pratique de cinématographie, dans lequel il explique le fonctionnement des appareils de prise de vues. Il y décrit les pellicules et leur mode de traitement chimique,  le pied de caméra, les éclairages de « l’atelier-théâtre », ainsi qu’il nomme le studio de cinéma, pour enfin, au chapitre V, évoquer la « Prise des vues ». 
Plusieurs paragraphes informent le lecteur sur « La préparation de l’appareil », « L’installation de l’appareil », « Le réglage de l’obturateur », « Le diaphragme ». Enfin, il explique précisément sur « La manière de tourner la manivelle », « à première vue, une opération très simple et qui ne demande aucun apprentissage. » Louis Lumière, lorsqu'il formait ses opérateurs, envoyés à travers le monde pour ramener des vues photographiques animées, ainsi qu’il appelait les films de la société Lumière, leur donnait le conseil de tourner la manivelle au rythme de la marche militaire « Le Régiment de Sambre et Meuse »,. Tourner la manivelle réclamait donc une méthode et une certaine habileté. Sur ce point, Ernest Coustet est formel : « l’exactitude des mouvements reproduits par une vue cinématographique dépend de la façon dont elle a été tournée. Et le choix même de cette expression : tourner une vue, expression aujourd’hui consacrée par l’usage, atteste l’importance attribuée, en cinématographie, à l’opération initiale. »
Cette importance a fini par marquer le jargon professionnel des cinéastes. « Tourner un film », c’est tourner la manivelle (présente sur les caméras jusqu’à l’avènement du cinéma sonore à la fin des années 1920), dans la phase de fabrication du film, appelée le « tournage ». Ce terme va s’imposer aussi bien en français qu’en anglais : to shoot (tourner), shooting (tournage).

## Description du déroulement d'un tournage

### La veille

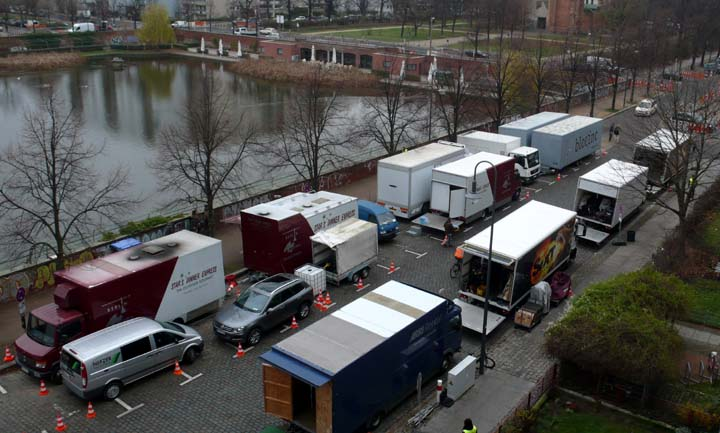
Véhicules d'un tournage.

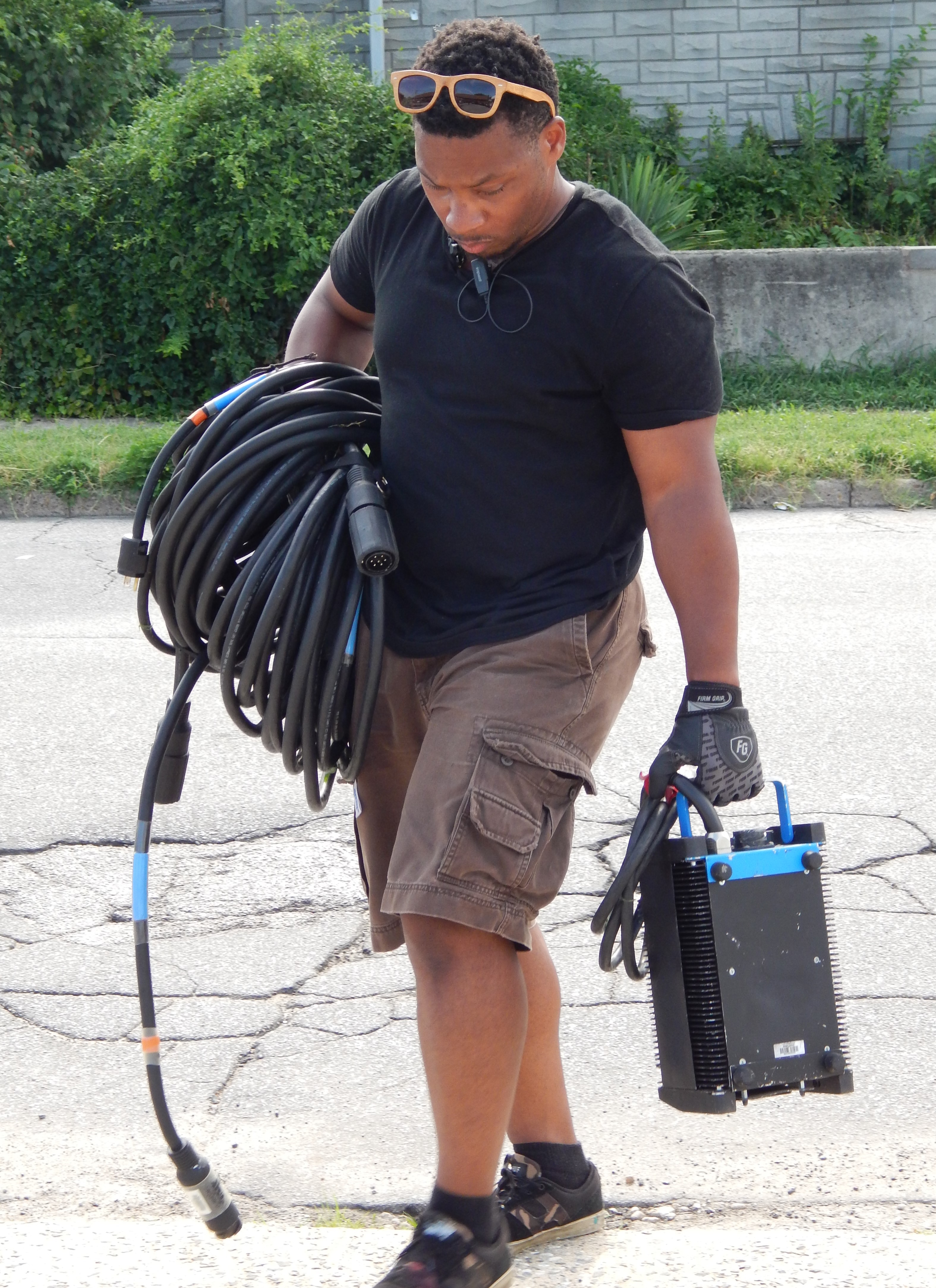
Électricien.ne en préparation

Un jour de tournage commence généralement la veille quand chaque membre de l'équipe reçoit la feuille de service rédigée par le premier assistant réalisateur et acceptée par les postes clés (réalisateur, directeur de production, régisseur général et chefs d'équipes). Ces feuilles de service quotidiennes sont issues du plan de travail que le premier assistant réalisateur a dressé avec l'aide de différents intervenants (réalisateur, deuxième assistant réalisateur, scripte...), pendant la préproduction et qui dresse en un tableau synoptique le calendrier de l'intégralité du tournage, précédé des préparations et rendus à court terme. Ce plan de travail permet, en prévoyant les durées de contrat de chaque comédien et de chaque technicien, les durées de locations des lieux (studio ou intérieurs et extérieurs naturels), d'établir le devis prévisionnel du film. Les feuilles de service énumèrent, dans l'ordre où ils seront tournés, les plans indiqués par le réalisateur dans son découpage technique, compte tenu de la durée prévue de la journée de travail et des conditions d'éclairage demandées (tournage de jour ou de nuit). Elles précisent les présences des comédiens, silhouettes et figurants, concernés par le jeu dans ces plans, et leurs horaires de préparation (habillage, maquillage, coiffure). Sur ce document figurent les précisions techniques (nombre ou type de caméras, travelling à préparer, éclairages à disposer, effets spéciaux éventuels, accessoires, renforts de personnel, etc). Si le plateau se situe dans une ville, plusieurs jours auparavant une équipe de "ventouseurs" a réservé les places de stationnement pour les véhicules techniques (caméra, machinerie, éclairage, groupe électrogène, loges, cantine). 

### La préparation du plan

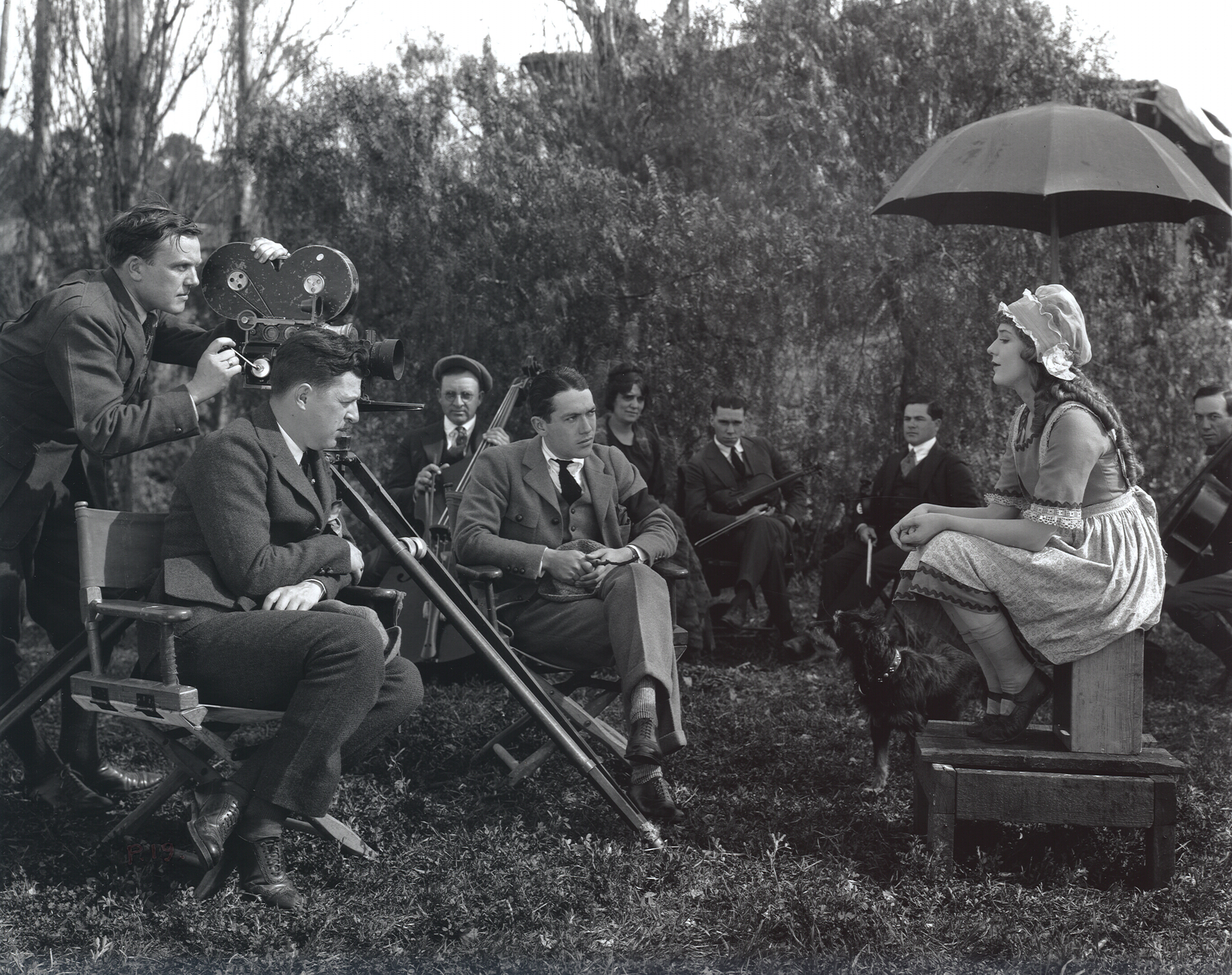
Pour donner une ambiance favorable au jeu de Mary Pickford, dans Petit Démon, le réalisateur Marshall Neilan et le directeur photo Walter Stradling ont mobilisé un orchestre à cordes (1917).

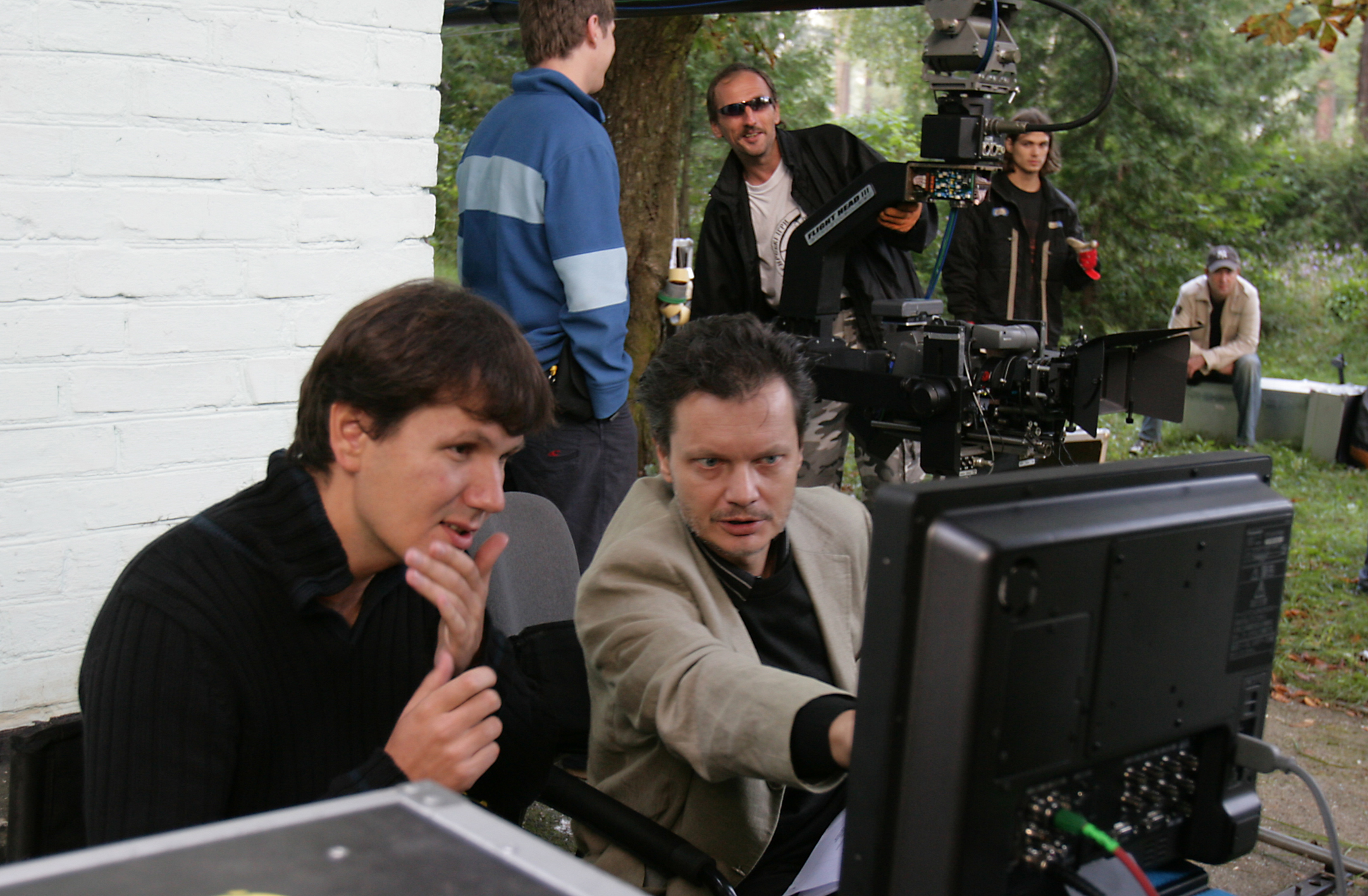
Tournage du film ukrainien Las Meninas (2008). Nouvelle façon de viser : le réalisateur Ihor Podolchak (à gauche) n’est pas à la caméra mais devant un moniteur vidéo, avec son directeur photo Sergey Mikhalchuk.

L'équipe technique met en place son matériel, parfois plusieurs heures avant le tournage, quand il s'agit d'éclairer un large plateau ou de mettre en mouvement une grue, une dolly ou une louma, ou tout autre dispositif qui devra être prêt au moment où les acteurs et le réalisateur entreprendront leur travail. Le directeur de la photographie décide du placement des lumières par les électriciens et des installations techniques par les machinistes. Les seconds assistants réalisateurs, ou des stagiaires, amènent sur le plateau les comédiens concernés, et veillent pendant la journée à leur confort. Un maquilleur et un coiffeur, sont présents aussi sur le plateau pour rectifier éventuellement leur maquillage (« raccord maquillage ») ou leur coiffure. Le poste maquillage est aussi responsable des larmes artificielles, lorsque le comédien n'a pas la larme facile. Les acteurs doivent répéter leur texte sous la direction du réalisateur et faire une répétition au cours de laquelle ils se prêtent aux réglages de la technique, en mémorisant et éventuellement en modifiant leurs déplacements. Certains comédiens sont remplacés durant cette période par des « doublures lumière », des figurants attitrés, des même taille et couleur de peau et de cheveux, qui supportent ces réglages et en indiquent le résultat à ceux ou celles qu'ils remplacent. Cette préparation du plan vise à coordonner le travail du cadreur et de son premier assistant opérateur qui assure la mise au point de l'objectif de la caméra en fonction de la distance à laquelle se situent les comédiens dans le plan. Le cadreur répète les mouvements de la caméra qui dépendent de son habileté (panoramiques) et ceux qu'il exécute en collaboration avec le chef machiniste (travelling ou tout autre déplacement de l'appareil de prise de vues). Le chef-opérateur du son fait de même avec le perchman, ou son assistant lorsque les comédiens sont équipés de micros portatifs. La scripte prend des notes et des photos, destinées à mémoriser la configuration du plan pour faciliter le tri des plans lors du montage. Le photographe de plateau enregistre des photos de tournage destinées à la promotion future du film.

### Le tournage
Lorsque ces préparatifs ont abouti, le premier assistant réalisateur (ou le chef de plateau pour les téléfilms), exige le silence. En studio, une lampe rouge est allumée à l’entrée, interdisant toute intrusion durant la prise de vues. Un même dispositif est très souvent installé sur les plateaux en intérieurs ou extérieurs naturels, pour les mêmes raisons, et notamment pour imposer le silence sur le lieu même et dans l’entourage. 
Le réalisateur demandera ensuite le démarrage de la caméra, repris éventuellement par le premier assistant si l’équipe image résout un problème de dernière minute. S’il y a prise de son, c’est l’ingénieur du son (chef opérateur du son) qui répond car il est important que son enregistreur soit en fonctionnement. 

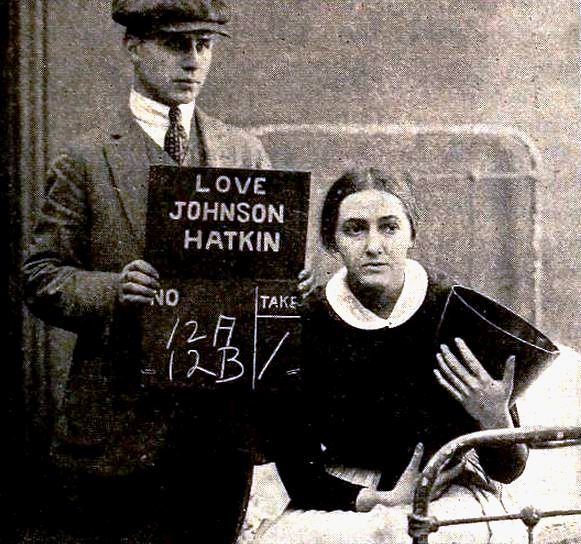
Déjà à l’époque du cinéma muet (ici, 1919), une ardoise d'identification était présentée à la caméra qui en prenait quelques images fixes.

Les appareils étant en fonctionnement, le clap est présenté devant la caméra. en général par un machiniste, sur l’invitation du cadreur. Ce tableau indique, soit à la craie, soit par affichage digital, le titre du film, le nom du réalisateur, celui du directeur de la photographie, la date, des renseignements utiles pour l'étalonnage et le numéro du plan, voire en plus de la séquence, et le numéro de la prise. Le machiniste lit à voix haute les trois indications qui correspondent au travail en cours : titre abrégé du film et numéros du plan et de la prise. Car chaque plan est tourné plusieurs fois afin d'obtenir les meilleurs résultats, techniques et d'interprétation, et offrir une « sécurité » au cas où la meilleure prise subirait un désagrément ultérieur. Le clap sert aussi de marqueur pour la synchronisation du son, celui-ci étant parfois enregistré séparément et intégré au film lors du montage. 

Photos de tournage
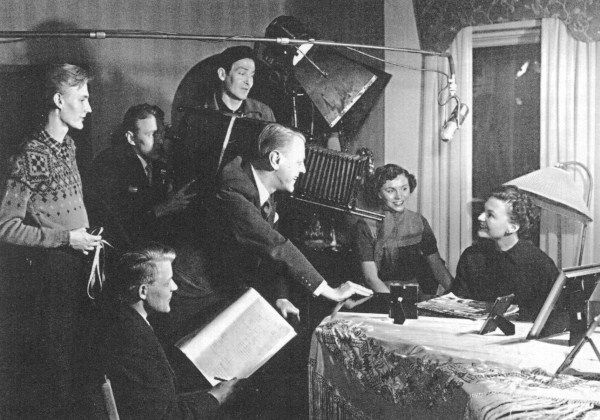
Tournage d'un gros plan dans une comédie finlandaise de Valentin Vaala, Huhtikuu tulee (1953).
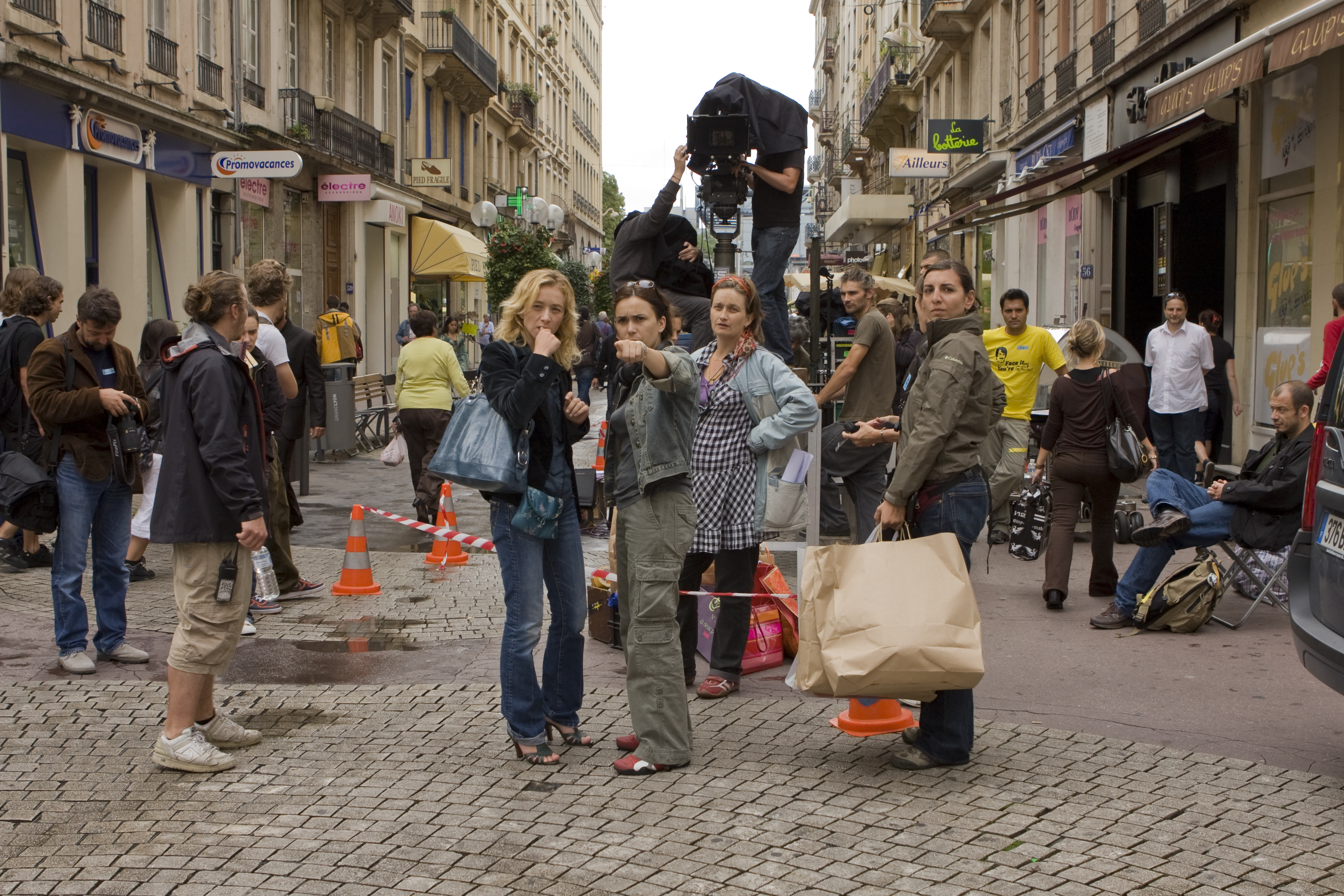
Sylvie Testud, autrice du roman adapté, dirigée dans la rue par Eléonore Faucher pour le film Gamines (2008).
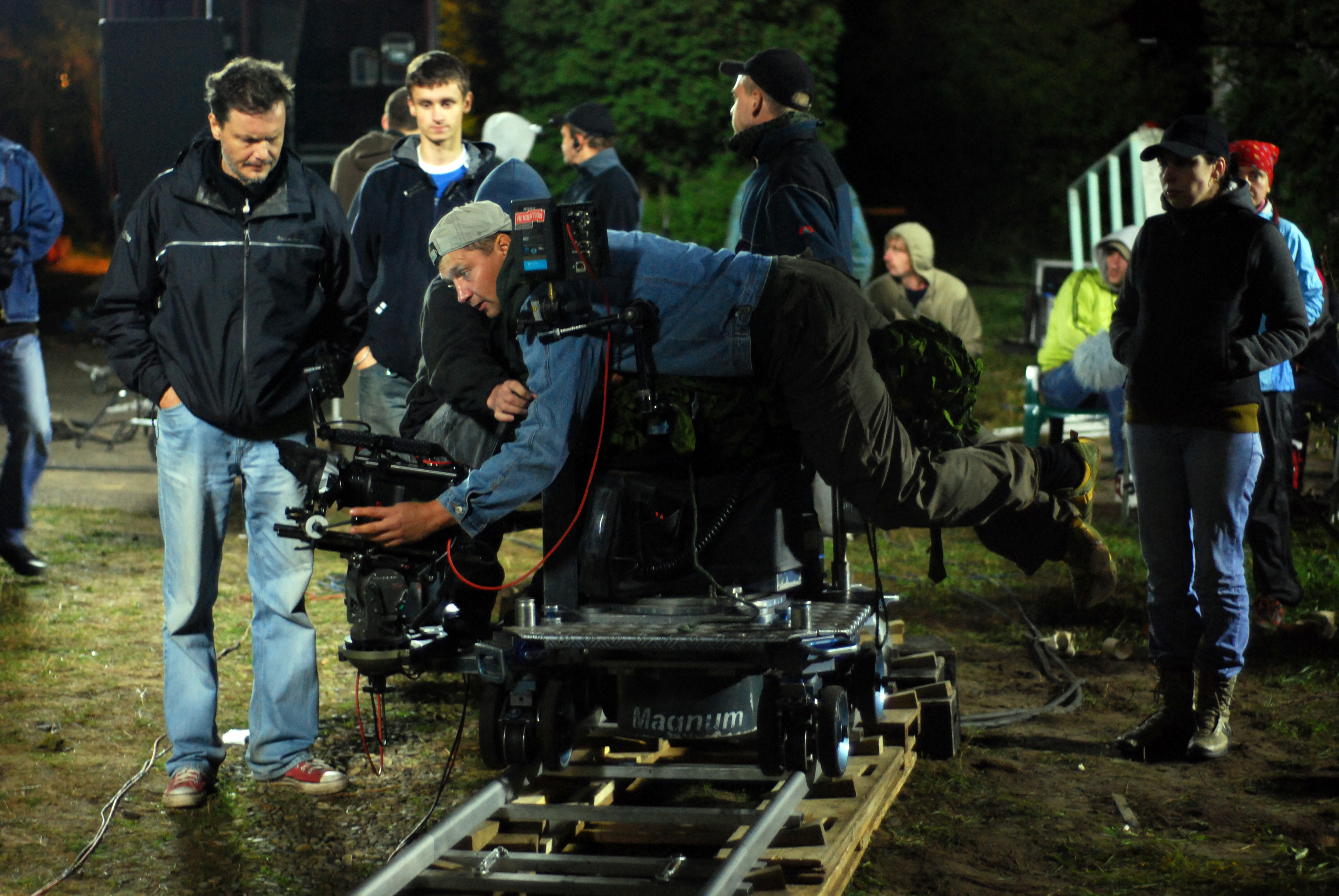
Delirium (film) : façon délirante de cadrer en contre-plongée de l'ukrainien Mykola Yefymenko juché sur une dolly (2013).

Le réalisateur invite alors les comédiens à jouer ce qui a été répété en prononçant le mot « Action ! ». Lorsque c’est fait, ou avant la fin s’il se présente un problème : bruit inattendu, ou entrée dans le champ d’un objet non désiré provenant du hors-champ (perche du son, technicien...), le mot « Coupez ! » (Cut !) est lancé soit par le réalisateur, soit par l’opérateur du son ou le cadreur, mot parfois remplacé par la cause exacte de l’interruption : « Perche ! », « Avion ! ».

### Fin de journée (dans le cadre d'un tournage à la pellicule)
Au cours ou en fin de journée, les boîtes de pellicule argentique négative étaient envoyées au laboratoire pour un développement du tout. Les divers plans que le réalisateur avait retenus comme étant les meilleurs, susceptibles d’être utilisés au montage, en totalité ou en partie, étaient désignés comme « à tirer » et en conséquence ils étaient chargés dans une tireuse cinématographique pour donner des positifs destinés à la future « copie de travail » du montage, les « rushes » ([ʁœʃ]). Dans les tournages actuels en numérique, les plans peuvent être visionnées immédiatement après la prise et sont stockés dans des mémoires de masse. Comme les montages sont virtuels, il n'est pas utile de dédoubler les plans qui restent tous disponibles au montage, ce qui peut parfois permettre de résoudre des problèmes, notamment de son (bouchage d'un trou d'ambiance).

## Archéologie lors d'un tournage

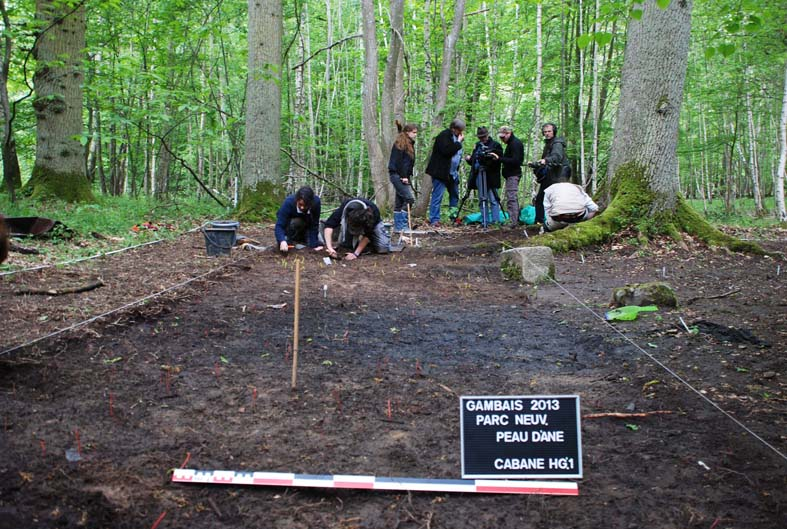
Fouille archéologique sur les lieux de la cabane, dans le parc du château de Neuville, à Gambais, en 2013.

En 2012, une équipe de fouille menée par Olivier Weller, chargé de recherches au CNRS, investit le bois du château de Neuville, à Gambais, afin de tenter de retrouver les lieux et les traces du tournage du film Peau d'âne. Leurs recherches se concentrent sur la centaine de mètres carrés où ont été tournées les scènes de la cabane de Peau d'âne et de la clairière de la fée des Lilas. Seul un indice concret permettait de retrouver les lieux : un clou planté dans un arbre par un accessoiriste pour aider Jacques Perrin à l'escalader. Un relevé microtopographique, une recherche des anomalies métalliques et une prospection géophysique de résistivité électrique du sous-sol ont permis de préciser le plan de la cabane et la densité des vestiges enfouis. Les objets exhumés sont autant des fragments de décors ou de costumes (polystyrène, planches, fragments de miroir, perle bleue, strass) que des éléments techniques du tournage (tessons d'ampoules bleues utilisées par la scripte). En comptant les restes des techniciens du tournage (cigarettes, Vérigoud), on arrive à 4 000 objets trouvés autour de la cabane. Des restes du coquillage géant et des piliers monumentaux de la clairière de la fée doivent encore être fouillés, alors que le cadre du fameux miroir bleu de la fée a été retrouvé près de la cabane. De nombreux tessons de céramique, qui pourraient reconstituer la vaisselle utilisée lors de la scène du « cake d'amour », ont également été retrouvés dans la cabane. Celle-ci a été laissée en place après le tournage, mais a finalement été détruite et brûlée par les propriétaires du domaine quelques années plus tard ,. Ces recherches ont donné lieu à un film documentaire de Pierre-Oscar Lévy et Olivier Weller, Peau d'âme, dont la sortie, initialement prévue en 2017,, aura lieu le 20 avril 2018.